# Robert Challe
Pour les articles homonymes, voir Challe et Famille Challe.

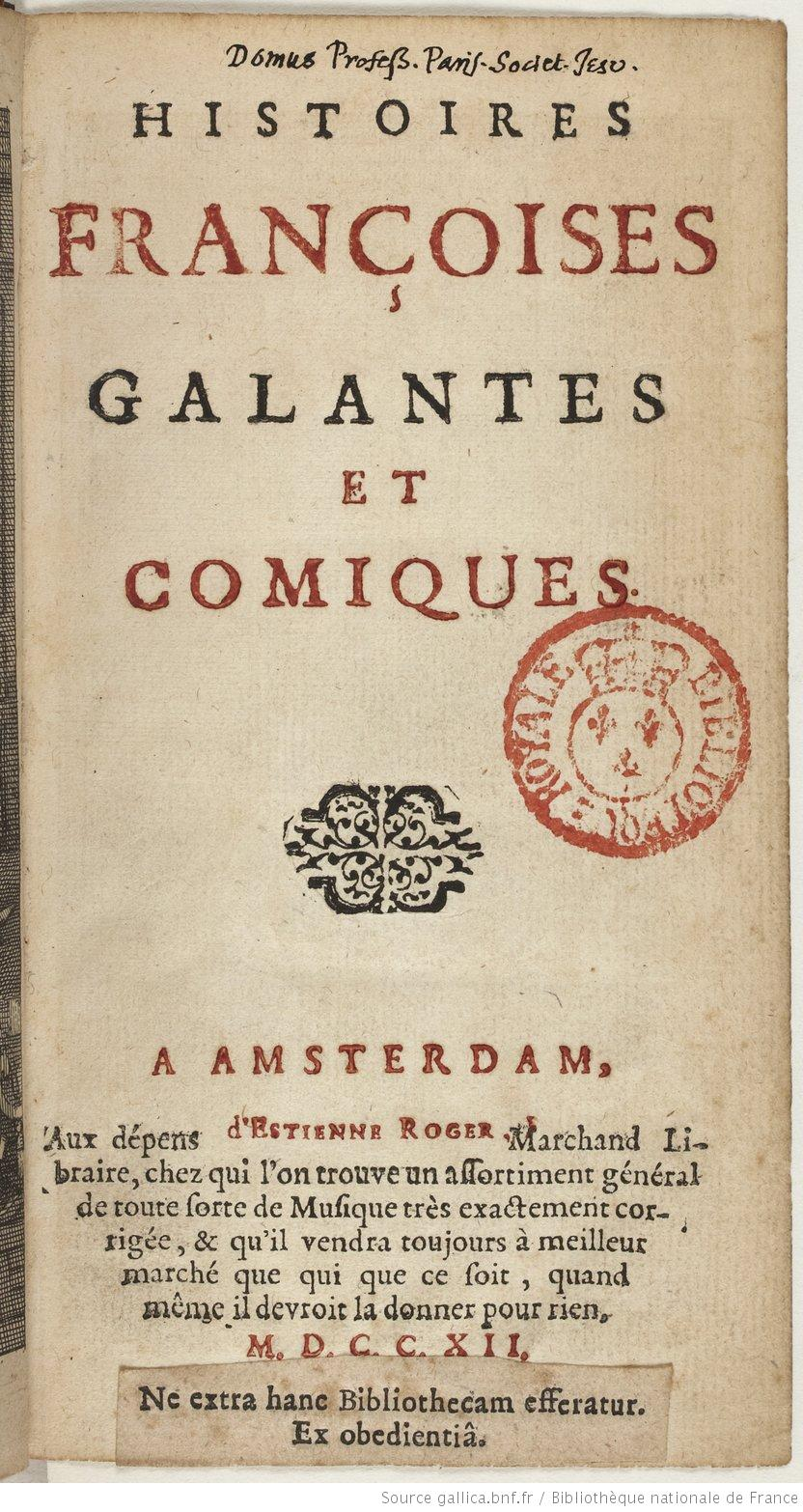
Robert Challe, Histoires galantes 1712, couverture

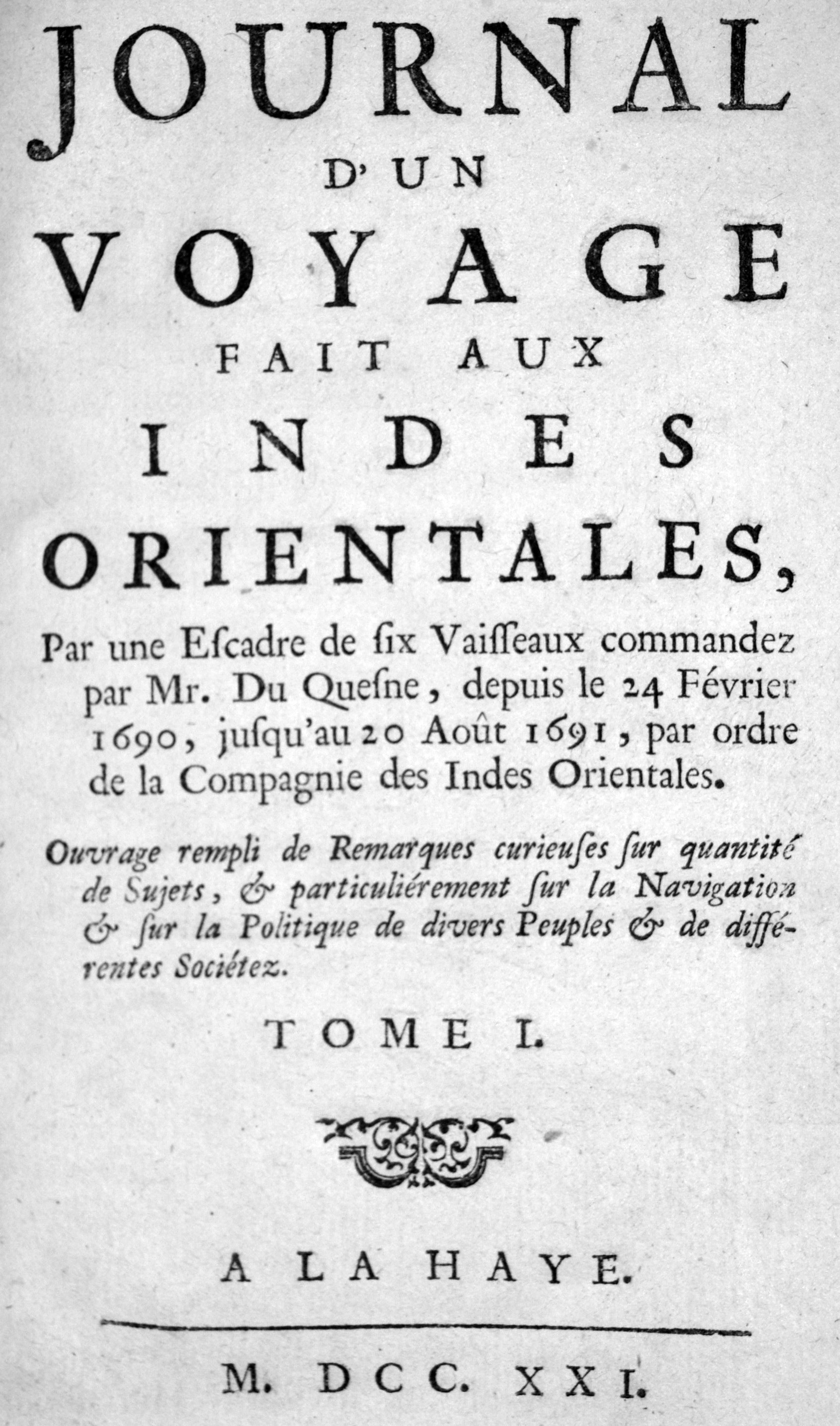
Robert Challe, Journal d'un Voyage fait aux Indes Orientales, Tome I, La Haye, 1721.

Robert Challe, né à Paris le 17 août 1659 et mort à Chartres le 25 janvier 1721, est un écrivain français.

## Biographie
Robert Challe est l'auteur d'une œuvre polymorphe. Il commence par pasticher Cervantès dans une Continuation de Don Quichotte avant de rédiger Les Illustres Françaises, « le plus beau roman de la fin du règne de Louis XIV » d'après Noémi Hepp. Il rédige les Difficultés sur la religion proposées au père Malebranche qu'il laisse circuler clandestinement. Il entreprend la rédaction de ses Mémoires (manuscrit inachevé à la BnF) au lendemain de la mort de Louis XIV. Pendant 30 ans il réécrit et complète son Journal d’un voyage fait aux Indes Orientales par une escadre de six vaisseaux commandez par M. Du Quesne, depuis le 24 février 1690, jusqu’au 20 août 1691 qui paraît anonymement au lendemain de sa mort.
Challe dit avoir eu l'occasion de rencontrer au collège de la Marche, Jean-Baptiste Colbert de Seignelay. Cadet désargenté, Challe s'embarque, après des études de droit, pour la Nouvelle-France (Acadie) où il dirige en fait de 1682 au 23 juin 1688 une entreprise de pêche. Le commerce de la morue séchée le mène à Lisbonne et Cadix. Fait prisonnier par des pirates des Antilles acoquinés aux Anglais de Boston, il est détenu un temps à Boston, puis à Londres où il aurait été secouru par Saint-Évremond avant de revenir en France. Le 1er janvier 1689, il est nommé écrivain du roi sur un navire de la Compagnie des Indes orientales à destination de l'Inde et du Siam. Il rédige une relation de son voyage initialement destinée à Seignelay. De retour à Paris, Il explore les bibliothèques à la recherche de textes hétérodoxes, ce qui l'amène à rédiger des Tablettes chronologiques, qui n'ont pas été retrouvées mais qui devaient être une charge contre la papauté d'après ce qu'il écrit aux journalistes du Journal littéraire de La Haye. Du 1er juin au 17 août 1717, il est incarcéré au Châtelet avant d'être exilé à Chartres où il meurt dans la misère quelques mois avant que paraisse le Journal d’un voyage fait aux Indes Orientales par une escadre de six vaisseaux commandez par M. Du Quesne. Il vécut toute sa carrière d'écrivain dans une discrétion telle que la totalité de son œuvre, que l'on reconstitue aujourd'hui, resta anonyme ou manuscrite.

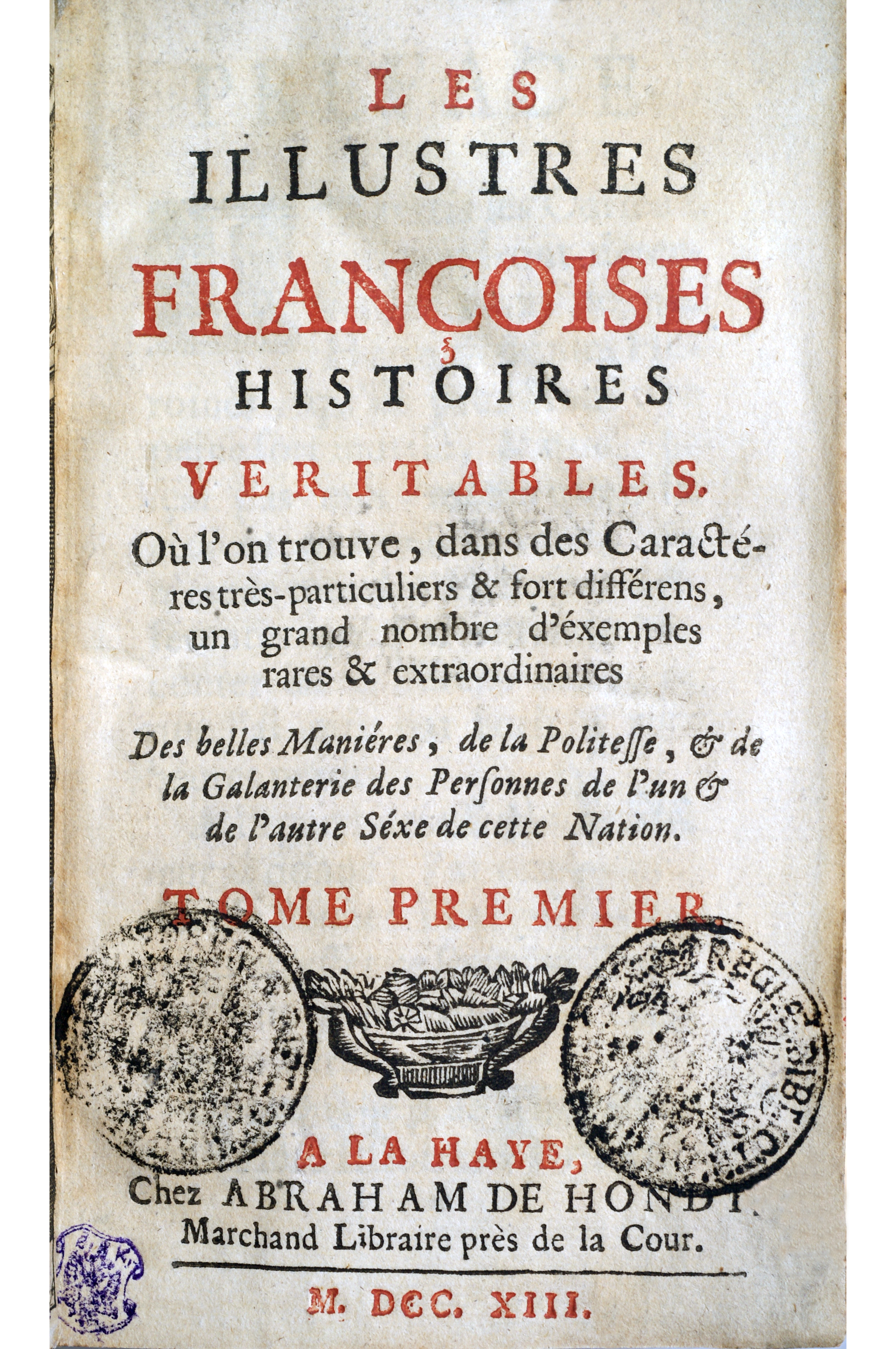
Robert Challe, Les Illustres Françaises, La Haye, Abraham de Hondt, 1713

## Ouvrages
- Les Illustres Françaises. Histoires véritables (1713), Rééditions modernes : éd. par Frédéric Deloffre et Jacques Cormier, Genève, Droz, 1991. Ėdition critique par Jacques Cormier : Paris, Classiques Garnier, 2014.
- Les illustres Françoises. Histoires véritables (éd de 1720), (Google Books)
- Continuation de l’histoire de l’admirable Don Quichotte de La Manche (1713). Suite de la traduction du Don Quichotte par François Filleau de Saint-Martin dont cette Continuation constitue le sixième volume, éd. critique par Jacques Cormier et Michèle Weil, Genève, Droz, 1994.
- Journal du Voyage des Indes Orientales à Monsieur Pierre Raymond (manuscrit autographe conservé à la Bayerische Staatsbibliothek de Munich). édition critique par Jacques Popin et Frédéric Deloffre : Genève, Droz, coll. "Textes littéraires français", 1998. Ouvrage qui a servi de point de départ à l'œuvre suivante :

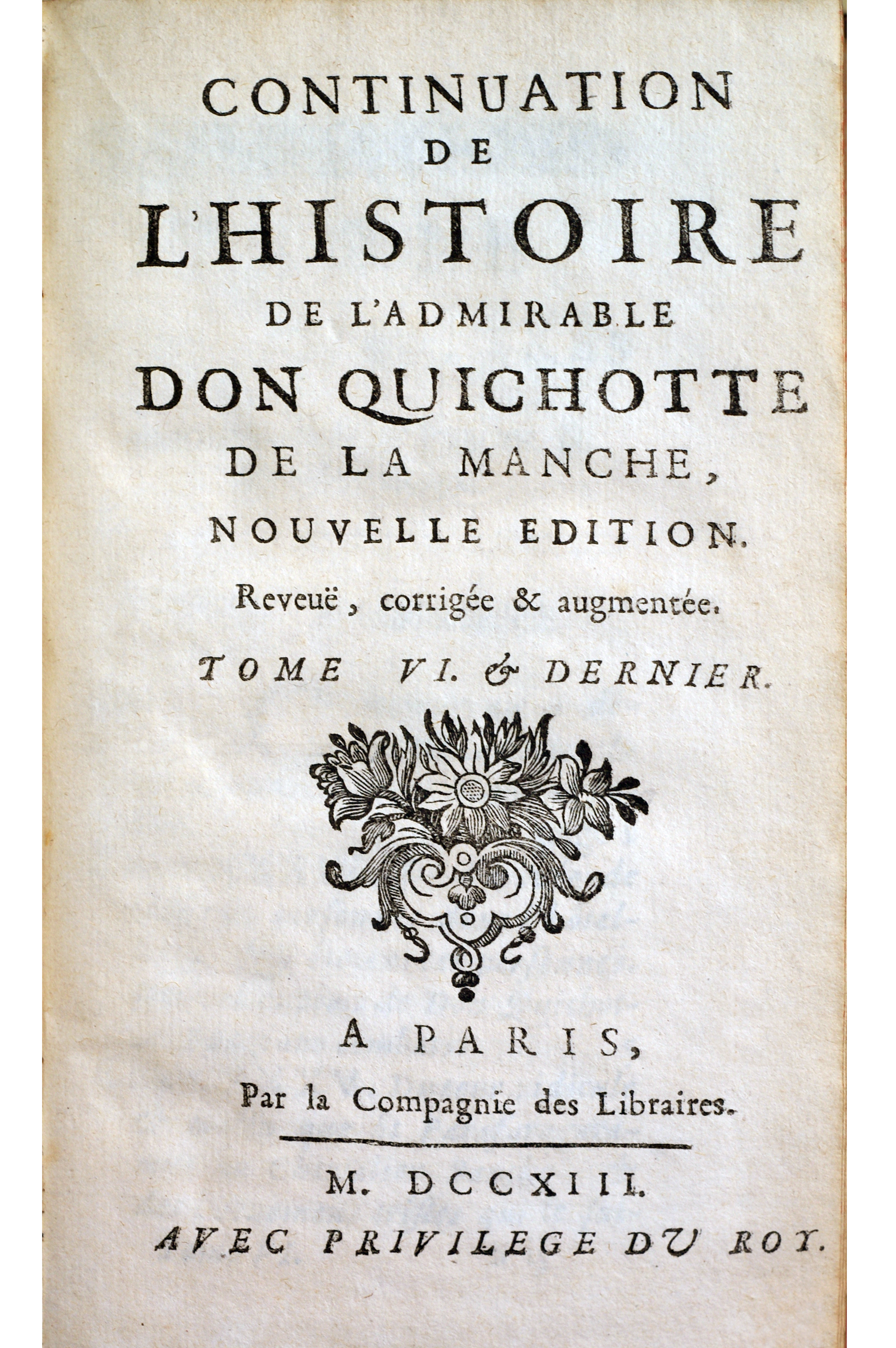
Robert Challe, Continuation de l'Histoire de l'admirable Don Quichotte, Paris 1713

- Robert Challe, Continuation de l'Histoire de l'admirable Don Quichotte, Paris 1713Journal d’un voyage fait aux Indes Orientales par une escadre de six vaisseaux commandez par M. Du Quesne, depuis le 24 février 1690, jusqu’au 20 août 1691 (3 volumes, 1721). Réédition, Frédéric Deloffre et Jacques Popin éd. : Paris, Mercure de France, coll. Le Temps retrouvé, 2002. 
  - Journal d’un voyage, tome 1 (Livre numérisé)
  - Journal d’un voyage, tome 2 (Livre numérisé)
  - Journal d’un voyage, tome 3 (Livre numérisé)
- Difficultés sur la religion proposées au P. Malebranche par M... officier militaire dans la marine (1982). Édition : Difficultés sur la religion proposées au père Malebranche. Robert Challe, édition nouvelle, d’après le manuscrit complet et fidèle de la Staatsbibliothek de Munich par Frédéric Deloffre et François Moureau, Genève, Droz, 2000. Le texte de cet ouvrage réécrit par Jacques-André Naigeon et alii a paru au XVIIIe siècle sous la forme qui suit:
  - Le Militaire philosophe, ou Difficultés sur la religion, proposées au R. P. Malebranche, prêtre de l’Oratoire, par un ancien officier, 1768 (présentation en ligne, lire en ligne [PDF])Attribué également à Thémiseul de Saint-Hyacinthe, Jacques-André Naigeon et à Paul Henri Thiry d'Holbach. Frédéric Deloffre en confirme l'attribution à Robert Challe[2].
  - Le militaire philosophe(Google Books)
- Mémoires ; Correspondance complète ; Rapports sur l’Acadie et autres pièces. Robert Challe, publiés par Frédéric Deloffre, avec la coll. de Jacques Popin, Genève, Droz, 1996. Les Mémoires ont été édités de façon incomplète par Augustin-Thierry (1931) sous le titre Un colonial au temps de Colbert. Mémoires de Robert Challes, écrivain du roi.
- Histoires françaises galantes et comiques, Barbier attribue par erreur à Challe ce roman de Subligny, (Adrien-Thomas Perdoux de), paru pour la première fois en 1671 sous le titre de La Fausse Clélie ou Histoire françoise galante et comique, (sic au singulier). A cette date Challe avait douze ans, ce qui rend absurde l'idée de lui attribuer la rédaction de ce recueil ! Prosper Marchand fait allusion à ce récit dans son commentaire de 1748 sur Challe et cite quelques éditions de ce texte dont Challe aurait pu s’inspirer plus tard.

## Commentaires sur son œuvre
- « Malgré les failles et les partis pris, il est impossible de ne pas être impressionné par la lumineuse intelligence politique de Challe, entre autres en ce qui concerne la situation du Canada et surtout de l'Acadie. Bien avant la Conquête, Challe a prévu l'issue désastreuse de la politique coloniale française et a discerné clairement certains des facteurs de cet échec. »[3]